# Акведолчи
Акведолчи (итал. Acquedolci) је насеље у Италији у округу Месина, региону Сицилија.
Према процени из 2011. у насељу је живело 4664 становника. Насеље се налази на надморској висини од 33 м.

## Становништво
Према резултатима пописа становништва 2011. у општини је живело 5.744 становника.
| 1931. | 1936. | 1951. | 1961. | 1971. | 1981. | 1991. | 2001. | 2011. |
| ----- | ----- | ----- | ----- | ----- | ----- | ----- | ----- | ----- |
| 1.813 | 2.497 | 3.572 | 4.105 | 4.530 | 4.925 | 5.122 | 5.373 | 5.744 |